# Invercaria
Invercaria es una empresa pública perteneciente a la Consejería de Economía, Innovación y Ciencia.

## Misión y objetivos
Invercaria destaca que su misión es contribuir al «fortalecimiento del tejido empresarial» a través de una serie de instrumentos financieros, apostando por proyectos empresariales con alto potencial de crecimiento en sectores estratégicos e innovadores.

## Escándalo y posteriores investigaciones
Las primeras señales de alarma fueron dadas por la Cámara de Cuentas de Andalucía, que destapó anomalías en los contratos y préstamos de Invercaria
Posteriormente, Cristóbal Cantos, exdirector del área de análisis e inversiones de Invercaria se convirtió en el primer denunciante dentro de la sociedad de Capital y Riesgo